# أوميد نوريبور
أوميد نوريبور (بالألمانية: Omid Nouripour، بالفارسية: امید نوری پور) هو سياسي ألماني، يحمل أيضًا الجنسية الإيرانية. ينتمي لحزب تحالف 90/الخضر وهو عضو في البوندستاج منذ 2006، وانتخب رئيسًا للحزب بالمشاركة مع ريكاردا لانج في يناير 2022، لقد كان أيضًا يشغل منصب القائد المشارك لتحالف 90/الخضر، جنبًا إلى جنب مع ريكاردا لانج.
وفي وقت سابق من حياته المهنية، كان نوريبور المتحدث باسم مجموعته البرلمانية للشؤون الخارجية، وهو عضو في لجنة الشؤون الخارجية واللجنة المالية. وهو من أصل إيراني وانتقل إلى ألمانيا عندما كان طفلاً.

## النشأة والتعليم
ولد نوريبور في طهران في عام 1988، عندما كان عمره 13 عامًا، هاجر نوريبور مع عائلته إلى فرانكفورت ألمانيا الغربية. درس اللغة الألمانية والعلوم السياسية والقانون وعلم الاجتماع والفلسفة والاقتصاد في جامعة ماينز، لكنه لم يحصل على شهادة جامعية.
وفي عام 2002، أصبح نوريبور مواطنًا ألمانيًا. ولأن إيران لا تسمح لمواطنيها بالتخلي عن جنسيتهم، فإن تلك الدولة تعتبره مواطناً إيرانياً أيضاً.

## استشهادات
1. ↑   http://www.european-defence.com/Programme/Panels/binarywriterservlet?imgUid=da030de4-5fef-a319-97b8-fb407b988f2e&uBasVariant=11111111-1111-1111-1111-111111111111. {{استشهاد ويب}}: |url= بحاجة لعنوان (مساعدة) والوسيط |title= غير موجود أو فارغ (من ويكي بيانات) (مساعدة)
2. ↑  Stammdaten aller Abgeordneten des Deutschen Bundestages (بالألمانية), QID:Q51850225
3. ↑   https://www.deutsche-afrika-stiftung.de/about/. اطلع عليه بتاريخ 2022-04-19. {{استشهاد ويب}}: |url= بحاجة لعنوان (مساعدة) والوسيط |title= غير موجود أو فارغ (من ويكي بيانات) (مساعدة)
4. ↑  Felix Hackenbruch (28 January 2022), Wer folgt auf Habeck, Baerbock & Co? So setzt sich der nächste Vorstand der Grünen zusammen دير تاجسشبيجل. نسخة محفوظة 2023-08-18 على موقع واي باك مشين.
5. ↑  Chase، Jefferson (8 مايو 2018). "Iran nuclear deal: Germany's special role and plans". دويتشه فيله. مؤرشف من الأصل في 2023-07-06. اطلع عليه بتاريخ 2021-01-31.
6. 1 2  Brenner، Yermi (2 مايو 2018). "Conversation with German Politician Omid Nouripour". thenewhumanitarian.org. مؤرشف من الأصل في 2023-07-17. اطلع عليه بتاريخ 2021-01-31.
7. ↑  Caspari, Lisa (5 Aug 2016). ""Der Wähler schaut nicht auf den formalen Lebenslauf" (Interview with Omid Nouripour)". دي تسايت (بالألمانية). Archived from the original on 2023-06-30. Retrieved 2021-01-31.